# Wilhelm Schmidt
Wilhelm Schmidt (født 16. februar 1868 i Dortmund-Hörde, død 10. februar 1954 i Fribourg) var en østrigsk antropolog og sprogforsker. Schmidt beskæftigede sig som benediktinermunk med etnologiske studier i Tyskland, blev professor i etnologi ved missionsseminariet Skt Gabriel i Mödling i 1896 og professor ved universitetet i Wien 1920. I 1927 blev han tillige leder af museet for missionsvidenskab og etnografi ved Lateranen i Rom og i 1931 forstander for Anthropos-Institut i Mödling.

## Videnskab
Pater Schmidts første større etnografiske arbejde var Die Stellung der Pygmäenvölker in der Entwicklung des Menscehn (1910), en monografi over de afrikanske og sydasiatiske pygmæers kulturer, i hvilke han ser afspejlet og relikter af menneskehedens tidligste kulturstadier. Et gennemgående tema i Schmidts forskning var hævdelsen af den såkaldte urmonoteisme, hvilket især kom til udtryk i hans hovedværk Der Ursprung der Gottesidee (5 bd, 1912-34). I Die Sprachfamilien und Sprachkreisen der Erde (1926) søgte Schmidt at indpasse alle jordens sprog i et kronologisk-genealogisk system og dermed for første gang i moderne videnskab med udgangspunkt fra de menneskelige sprogs slægtskab afklare hele menneskehedens fælles kulturhistorie. Han lagde derved det leksikalske materiale til siden og søgte med hjælp af lydlære, formlære og syntaks at få et system af sprogkredse og sproglag, modsvarende den historiske antropologiske forsknings kulturkredse. Schmidts indflydelse på tysksproget antropologisk og arkæologisk forskning var meget stort, især efter at han via tidsskriftet Anthropos (oprettet 1906) stillede sig i spidsen for den oprindeligt af tyske geografer, senere af østrigske og tyske antropologer og arkæologer udformede såkaldte kulturkredslære.

### Urmonoteisme
Den antropologisk-universalhistoriske metode sigtede hos pater Schmidt til at bevise Bibelens historiske troværdighed og forestillingen om en uråbenbaring. En pointe med at indplacere indogermanerne og deres religion i en universalhistorie og beskrive dem som en gren af den indreasiatiske nomadiske primærkultur var, at indoeuropæernes særart reduceres og at værdien af at udvikle en speciel forskning om indoeuropæisk kultur og mulighed for at idealisere denne dermed mindskes. Den indoeuropæiske traditions særpræg og prestige forsvinder i den kulturhistoriske sammenlignings universalhistoriske lys. Monoteismen fremstod i Schmidts kulturhistorie som en fælles arv fra urkulturen for alle nomadiske hyrdefolk, og ikke noget som alene var blevet åbenbaret for jøderne.

## Politik

### Austrofascisme
Schmidt var gammel nok til at have oplevet Kulturkampf, og indtrykkene fra denne kamp fik ham at resten af livet blive aktivt interesseret af politik. I 1883 blev han student hos Societas Verbi Divini, som var blevet grundlagt som følge af Kulturkampen og hvis vigtigste mål var mission. Schmidt udviste tillige videnskabelig interesse for fremmede og primitive folk.
Han fik støtte fra paven til at styrke tesen om urkulturens urmonoteisme. I mellemkrigstiden blev Pius XI og Schmidt venner, og i 1926 gav Pius Schmidt til opgave at organisere afdelingen for missionsvidenskab og etnografi ved Lateranmuseet i Rom. Under 1. verdenskrig var han Kejser Karl I's feltpræst - og også efter krigen var kontakterne gode til huset Habsburg-Lothringen. Hans pen arbejdede ivrigt for fyrstehuset og argumenterede for et reformeret monarki understøttet af aristokratiet og de intellektuelle. Ifølge hans opfattelse havde germanerne kun i forening med Rom kunnet udvikle sig i middelalderen. Han stod austrofascismen nær og drømte om et pangermansk katolsk tysk-romersk rige.

### Antinazist
Schmidt var talsmand for konservativ kristen kritik mod nazismen. Siden den middelalderlige kulturs undergang havde mennesket ifølge ham afskaffet det overjordiske og gjort sig selv til Gud. Han betragtede nazismen som en hybridideologi som gjorde arierne til gud. Racetanken var imod hans ambitioner efter som han ville forene alle under en og samme troslære. Han indplacerede indoeuropæerne i en overordnet kristen, traditionalistisk universalhistorie for at vride de nordiske ariere ud af nazisternes hænder.
Schmidt frygtede arbejderbevægelsen og bolsjevismen; jøderne anså han sammen med frimurerne at være skyldige i materialisme, liberalisme, republikanisme, socialisme og rovkapitalisme.